# エリーザベト・フォン・ウラッハ

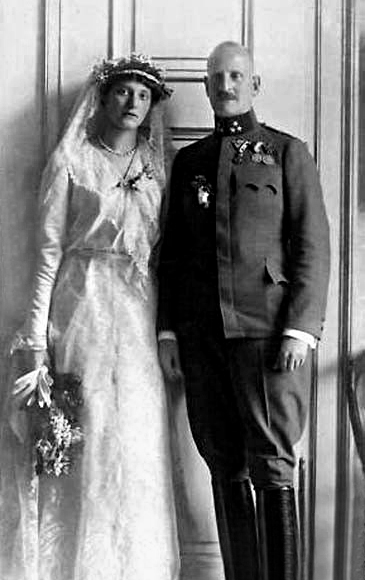
エリーザベトと夫のカール侯子、婚礼時の記念写真

エリーザベト・フォン・ウラッハ（Elisabeth Fürstin von Urach, Gräfin von Württemberg, 1894年8月23日 - 1962年10月13日）は、ドイツ・ヴュルテンベルク王国の貴族女性で、リヒテンシュタイン侯子カールの妻。全名はエリーザベト・アウグステ・マリー・フロレスティーネ・ルイーゼ（Elisabeth Auguste Marie Florestine Luise）。

## 生涯
ウラッハ公ヴィルヘルム・カールとその最初の妻でバイエルン公カール・テオドールの娘であるアマーリエの間の第2子、次女として、ヴュルテンベルクのリヒテンシュタイン城で生まれた。1909年までシュトゥットガルトのカトリック中等女学校（Katholische Höhere Töchterschule）で、1909年から1912年までシャルロッテ王妃中等教育学校（Königin-Charlotte-Gymnasium）で学んだ。1912年に母が死ぬと、公爵家の家政を切り盛りする役目を担い、幼い弟妹達の母親代わりを務めた。
1913年、プロイセン王子ヨアヒム（ドイツ皇帝ヴィルヘルム2世の末息子）に求婚された。しかしエリーザベトはプロテスタントに宗旨変えするのを嫌がったので、破談に終わった。第1次世界大戦中、留守を預かるエリーザベトは、ドイツ軍陸軍中将・第26師団長として各地を転戦していた父との間で多くの文通を交わした。父娘の書簡は現在、歴史資料としてシュトゥットガルト中央文書館に所蔵されている。
1921年3月31日にシュトゥットガルトにおいて、リヒテンシュタイン侯子カールと民事婚を行った。カールはリヒテンシュタイン侯ヨハン2世の甥にあたり、1918年から1920年まで伯父の事実上の摂政を務めていた。2人の宗教婚は同年4月5日にテーゲルンゼーで執り行われた。

## 子女
夫妻は間に2男2女をもうけた。
- ヴィルヘルム・アルフレート・ハインリヒ・カール・テオドール・オットー・ゲロ・ヨーゼフ・マリア（ドイツ語版）（1922年 - 2006年） - 1950年、エンマ・フォン・グートマンスタール＝ベンヴェヌーティと結婚
- マリア・ヨーゼファ・ヘンリエッテ・アメリー・フロレスティーネ・ツィタ・フランツィスカ・テレーゼ・カロラ・ヴァレリー・エリーザベト・ルドヴィカ（1923年 - 2005年）
- フランツィスカ・デ・パウラ・ヘンリエッテ・マリー・アメリー・メヒティルディス・ベネディクタ・ペトラ・デ・アルカンタラ（1930年 - 2006年） - 1965年、ローフス・フォン・シュペー伯爵と結婚
- ヴォルフガング・ヨハンネス・バプティスト・ヨハンネス・エヴァンゲリスト・イルデフォンス・フランツ・デ・パウラ・ヨーゼフ・マリア（1934年 - ） - 1970年、ガブリエーレ・バセレット・ド・ラ・ロゼー伯爵夫人と結婚